# Gärdserums distrikt
Gärdserums distrikt är ett distrikt i Åtvidabergs kommun och Östergötlands län. 
Distriktet ligger öster om Åtvidaberg. 

## Tidigare administrativ tillhörighet
Distriktet inrättades 2016 och utgörs av socknen Gärdserum i Åtvidabergs kommun.
Området motsvarar den omfattning Gärdserums församling hade vid årsskiftet 1999/2000.